# Le Pavillon d'Armide
Le Pavillon d'Armide è un balletto in un atto e tre quadri di Michel Fokine su musica di Nicolai Čerepnin e libretto di Alexandre Benois, ispirato alla novella Omphale di Théophile Gautier.

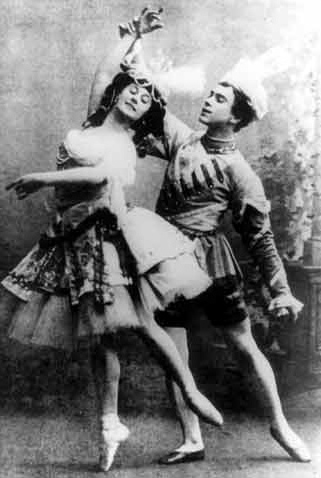
Nijinski e Pavlova - 1909

## Storia
Venne rappresentato per la prima volta il 25 novembre 1907 al Teatro Mariinskij di San Pietroburgo, con scenografie e costumi di Alexandre Benois. Interpreti principali erano Anna Pavlova, nel ruolo di Armida, Vaslav Nijinski nella parte dello schiavo preferito di Armida, e Pavel Gerdt in quella del Visconte René de Beaugency.
Il 19 maggio 1909, fu il primo balletto presentato dalla produzione dei Balletti Russi di Sergej Djagilev, al pubblico parigino, al Théâtre du Châtelet, con Vera Karalli nella parte di Armida, e Mikhaïl Mordkin in quella del Visconte di Beaugency, mentre lo Schiavo Preferito era sempre Nijinski.
La parte di Armida venne anche impersonata da Tamara Karsavina nel 1912.
Una variazione femminile di Le Pavillon d'Armide è stata successivamente introdotta nel "Grand Pas" di Paquita, e la si può quindi tuttora vedere in seno a quel balletto
Una versione del balletto è stata creata nel 2009 da John Neumeier e fa parte del trittico di opere da lui dedicate alla figura di Nijinski.

## Trama
Il balletto è ambientato parte in epoca romantica e parte durante il regno di Luigi XIV (1643–1715). Nell'Ottocento, il giovane visconte René de Beaugency, durante una tempesta, cerca rifugio nel castello del Marquis de Fierbois. Si tratta di un vecchio mago che lancia su di lui un incantesimo. René passa la notte in un'ala del castello denominata Padiglione di Armida, in cui si trova un arazzo dei Gobelins, raffigurante la strega Armida ed il suo seguito, che cattura la sua attenzione. René si addormenta e nel suo sogno, la tappezzeria si anima e la strega Armida e i suoi seguaci eseguono una serie di danze. René s'innamora di Armida e sogna di essere il compagno di questa, Rinaldo. Al termine delle danze, Armida gli offre in pegno d'amore la sua sciarpa. Al suo risveglio, René scopre di possedere veramente la sciarpa, che invece non è più presente nella tappezzeria, e sconvolto, sviene ai piedi del Mago.
Il tema del protagonista virile assoggettato e privato delle sue forze dall'amore per una donna, tratto dalla storia mitologica di Ercole e Onfale, argomento della novella cui si ispirò Benois, è stato rielaborato e ambientato nella Francia del XVII secolo.
Il personaggio della strega Armida, tratto da Gerusalemme liberata di Torquato Tasso aveva già ispirato un centinaio di opere liriche e balletti, dal XVII secolo all'epoca della creazione del balletto di Fokine.
Appartiene invece al balletto romantico lo spunto dei due mondi paralleli, quello della realtà e quello dove vive l'essere amato, (un mondo fatato per La Péri, quello dell'oltretomba per Giselle, e nel caso di Armide, quello del passato) parallelismo che rende però impossibile la realizzazione concreta dell'amore stesso.

## Importanza del balletto nella storia della danza
Le Pavillon d'Armide è uno dei primi balletti brevi, realizzati in un solo atto, tipici della formula che riscuoterà poi grande successo nelle produzioni dei Balletti Russi. Questa struttura fu voluta da Fokine per il principio di concentrazione ed unità di azione da lui propugnato per i balletti, nella sua generale riforma della danza classica.
Inoltre quest'opera è uno dei primi esempi di diretta e stretta collaborazione fra coreografo e scenografo/costumista, al fine di ambientare l'azione dei danzatori con scrupolo storico e coerenza.
Fokine spiega, nelle sue Memorie come ogni dettaglio venne studiato al fine di offrire un'effettiva evocazione, seppure in chiave poetica, del periodo storico rappresentato, contrariamente a quanto era avvenuto in precedenza, ad esempio nel balletto La Bella Addormentata, realizzato pochi anni prima da Petipa e dallo scenografo/costumista Ivan Vsevolojski e che evocava lo stesso periodo storico (epoca di Luigi XIV). Nel balletto di Petipa, infatti, l'ambientazione costituiva solo un pretesto formale per una moltitudine di danze e variazioni dallo schema accademico fisso, prive di alcun vero legame con il contesto (e che si riferivano ad altre fiabe, oppure illustravano danze di carattere di altri paesi), finalizzate al mero sfoggio di virtuosismo tecnico.
In questo caso invece, alcune delle danze, specie del corpo di ballo, furono elaborate da Fokine solo dopo un attento studio della storia della danza, facendo richiami specifici alle danze di corte all'epoca del Re Sole.

## Scenografie del balletto
Scenografie del balletto, realizzate da Alexandre Benois nel 1907:

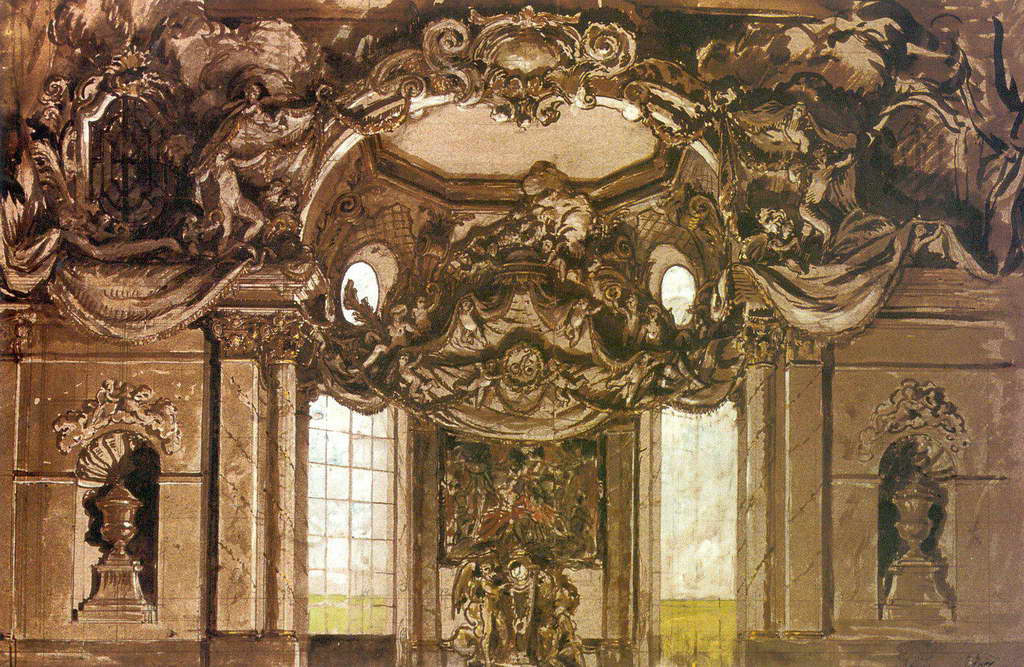
Il palazzo del Marchese
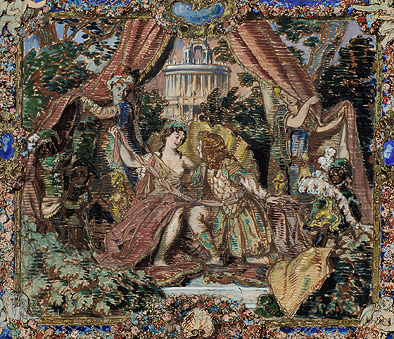
L'arazzo di Armida
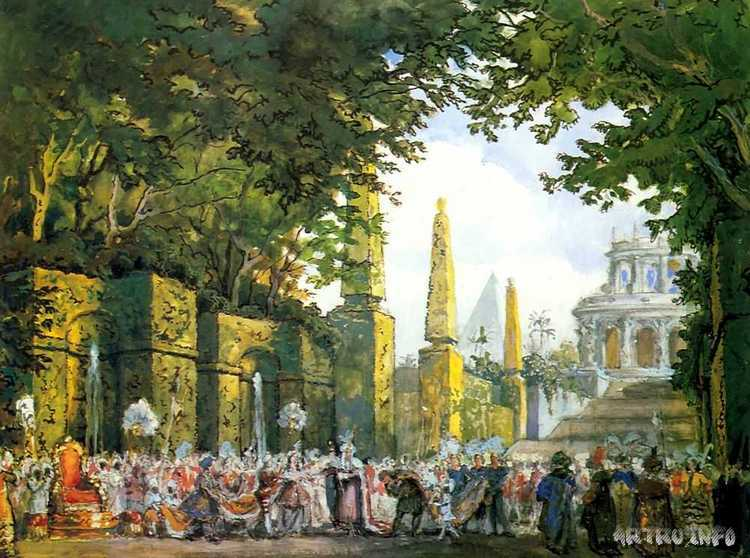
I giardini di Armida

## Costumi del balletto
Benois si consacrò ad uno studio approfondito dei figurini di costumi di danza di Jean Berain et Henri de Gissey per rispettare lo stile dell'epoca.
Fokine avrebbe voluto evitare anche il ricorso al tutu della protagonista, proprio per evitare un evidente anacronismo, ma dovette comunque giungere ad un compromesso con il gusto del suo tempo e cedere all'esigenza di lasciare visibile la tecnica di punte della protagonista.
Benois commentò nelle sue memorie che i critici dell'epoca rimasero colpiti dall'uso dei colori accesi sia nelle scenografie che nei costumi. Si trattava da parte sua di una voluta rottura del "cliché"  dell'epoca, secondo il quale le ambientazioni seicentesche o settecentesche dovevano essere caratterizzate da colori pastello. Egli si era però documentato alla Reggia di Versailles, ed aveva fatto uso proprio di quelle tinte lussureggianti e di quelle dorature che vi abbondano. Robert de Montesquiou et Henri de Régnier rimasero entusiasti del suo lavoro

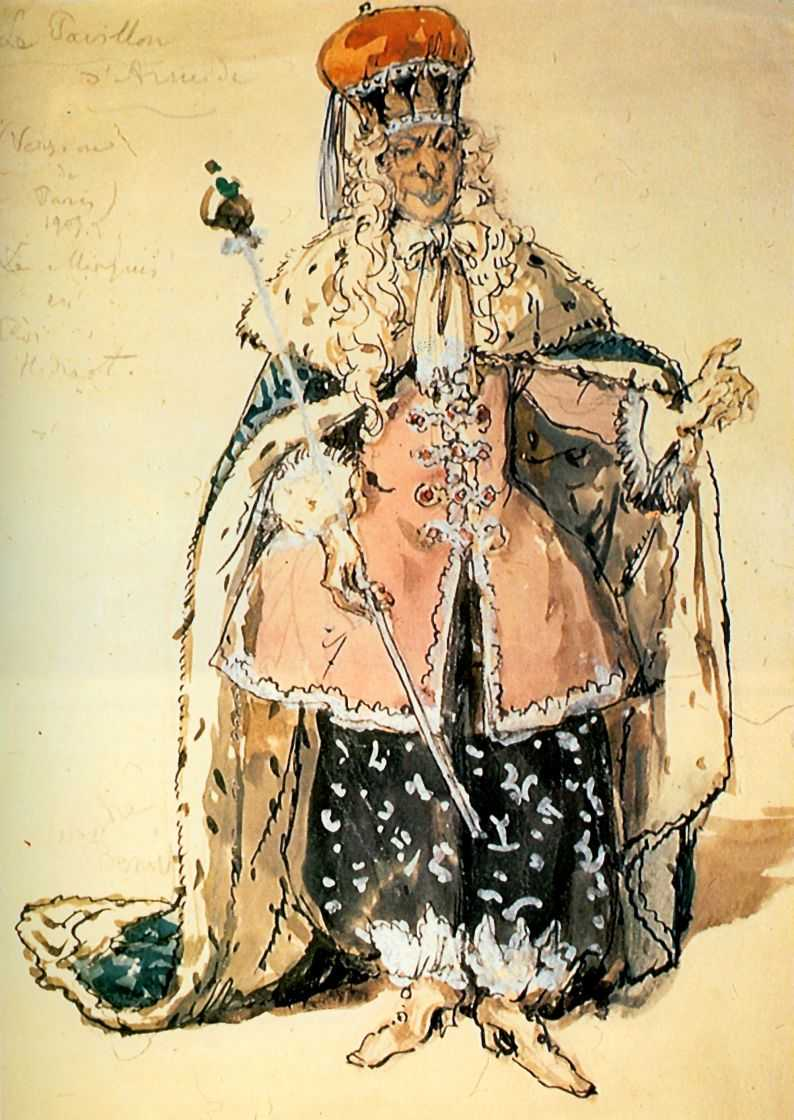
Costume di Benois per il Marchese
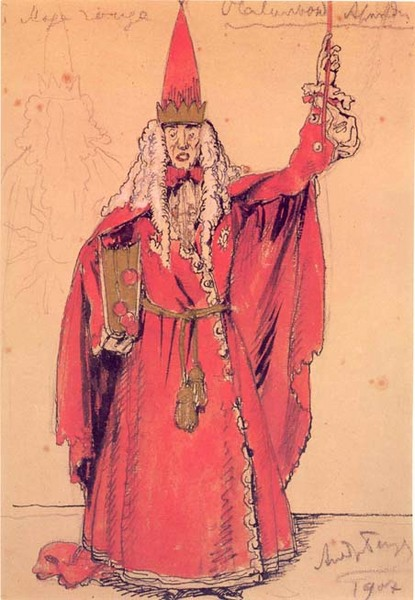
Costume di Benois
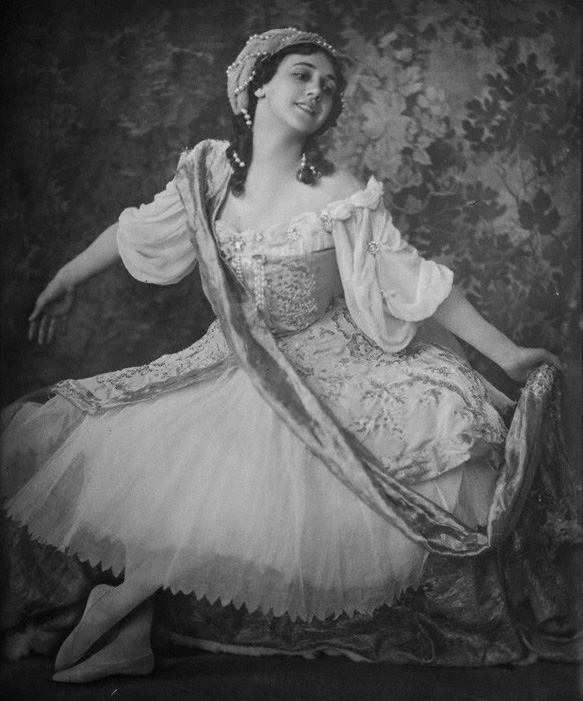
Tamara Karsavina nella parte di Armida
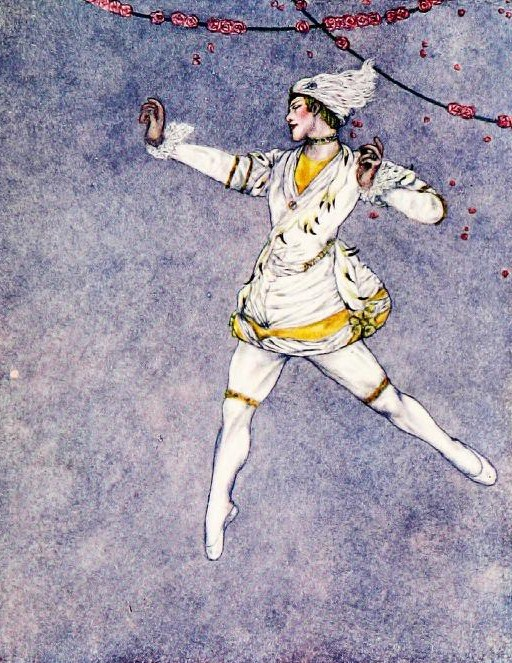
Nijinski ritratto da Dorothy Mullock

Il costume di Nijinski è evidentemente ispirato ai costumi di danzatori francesi del 600-700 come può vedersi qui sotto:

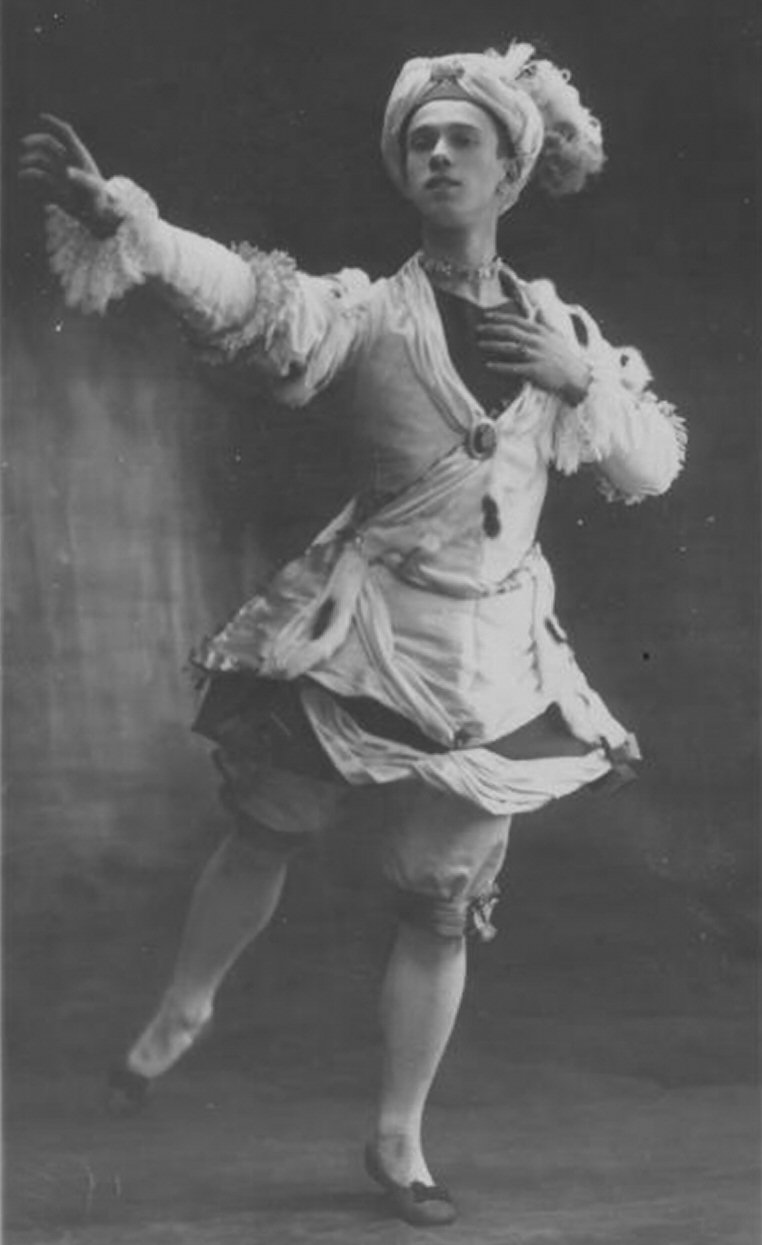
Costume di Nijinski disegnato da Alexandre Benois 1909
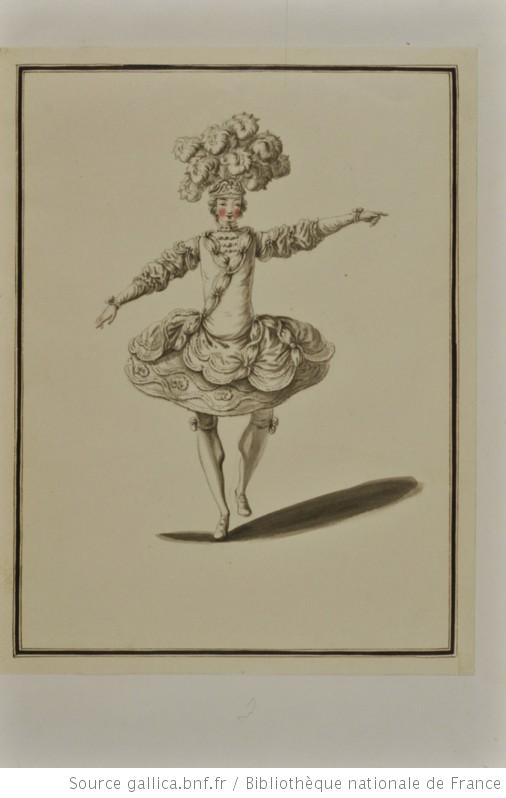
Costume di ballerino disegnato da Louis-René Boquet 1737
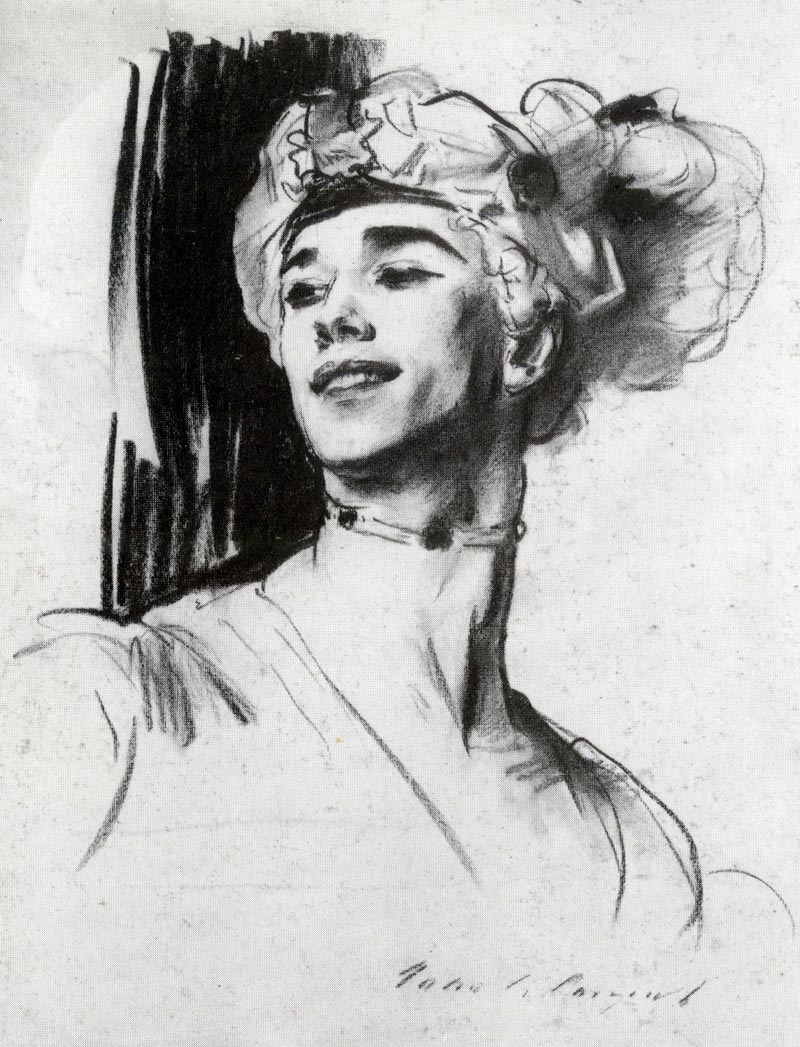
Nijinski ritratto da John Singer Sargent 1911